# Cambiamento climatico

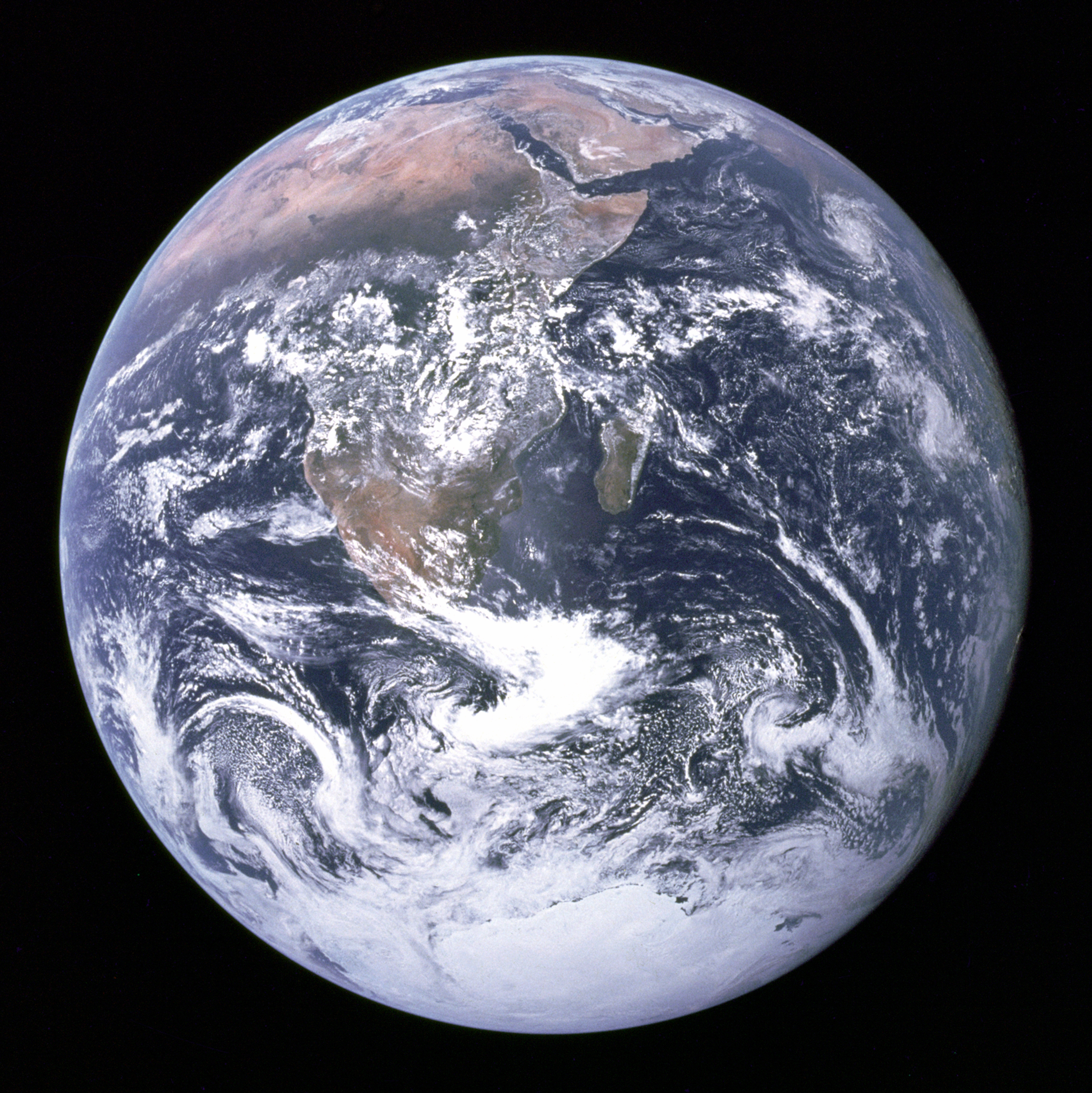
La Terra e la sua atmosfera vista dall'Apollo 17

In climatologia, i cambiamenti climatici o mutamenti climatici sono le variazioni del clima della Terra, cioè le variazioni a diverse scale spaziali (regionale, continentale, emisferica e globale) e storico-temporali (decennale, secolare, millenaria e ultra millenaria) dei parametri statistici (valor medio, minimo, massimo, varianza, etc.) relativi a una o più grandezze di carattere climatico o ambientale, ad esempio: temperatura, pressione e composizione chimica dell'atmosfera, precipitazioni, nuvolosità, temperatura degli oceani, distribuzione e sviluppo di piante e animali. 

## Descrizione

### Definizioni
La Convenzione quadro delle Nazioni Unite sui cambiamenti climatici (United Nations Framework Convention on Climate Change o UNFCCC) utilizza il termine "mutamenti climatici" solo per riferirsi ai cambiamenti climatici prodotti dall'uomo e quello di "variabilità climatica" per quello generato da cause naturali. In alcuni casi, per riferirsi ai mutamenti climatici di origine antropica si utilizza l'espressione "mutamenti climatici antropogenici". Secondo il Glossario Dinamico ISPRA-CATAP, per "cambiamenti climatici" si intende qualsiasi cambiamento di clima attribuito direttamente o indirettamente ad attività umane, il quale altera la composizione dell'atmosfera mondiale e si aggiunge alla variabilità naturale del clima osservata in periodi di tempo comparabili.

### Esempi

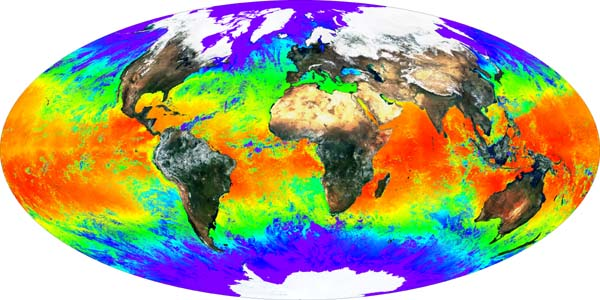
Distribuzione della temperatura sulla superficie terrestre. In rosso le aree a temperatura più elevata, in blu le aree a temperatura meno elevata

Alcuni esempi di cambiamento climatico sono il riscaldamento globale, il raffreddamento globale e la modifica dei regimi di precipitazione. Grazie alla paleoclimatologia (la scienza che studia il clima passato della Terra), si sa che la storia climatica della Terra attraversa continue fasi di cambiamenti climatici più o meno rapidi e più o meno ciclici, passando da Ere glaciali a Ere interglaciali (considerando milioni di anni), da Periodi glaciali a Periodi interglaciali (considerando migliaia di anni), da momenti di raffreddamento a momenti di riscaldamento (considerando decine e centinaia di anni).
Molti dei parametri che influenzano il clima sono in lento, ma continuo mutamento (attività solare, caratteristiche atmosferiche, parametri interni o esterni al pianeta, ecc.) tanto che il clima di per sé, sul medio-lungo periodo, non è mai puramente statico, ma sempre in cambiamento, più o meno lento, alla ricerca di un nuovo equilibrio all'interno del sistema climatico passando da fasi più calde a fasi più fredde. Quando un mutamento climatico avviene a scala temporale ristretta, ad esempio annuale, si parla più propriamente di "anomalia climatica", tipicamente rientrante all'interno della variabilità climatica se non addirittura nella variabilità meteorologica della circolazione atmosferica (anomalia meteorologica).

### Studi
Nello studio dei mutamenti climatici bisogna considerare questioni pertinenti ai più diversi campi scientifici, dunque con caratteristiche tipiche di interdisciplinarità: meteorologia, fisica, oceanografia, chimica, astronomia, geografia, geologia e biologia comprendono molti aspetti correlati a questo problema, che può essere quindi considerato squisitamente di ambito multidisciplinare. In generale nello studio di un cambiamento climatico si evidenziano due distinte fasi: la rilevazione dell'avvenuto mutamento climatico, in genere facendo riferimento all'analisi statistica di serie storiche dei dati atmosferici che costituiscono dunque le evidenze sperimentali, e l'attribuzione delle cause di tale mutamento, sulla scorta di studi mirati, che possono essere dunque naturali e/o antropiche.
In base a questi studi si evidenzia una causa naturale fino al secolo scorso ma, a partire dalla metà del XX secolo, la comunità scientifica li ritiene dovuti all'azione dell'uomo, sotto forma di alterazione dell'effetto serra. In particolare secondo il 5º Report sui cambiamenti climatici del Gruppo intergovernativo sul cambiamento climatico (IPCC), "Il riscaldamento del sistema climatico è inequivocabile, e, dal 1950, molti dei cambiamenti osservati sono senza precedenti nei precedenti decenni e millenni. L'atmosfera e gli oceani si sono riscaldati, la massa di neve e ghiaccio è diminuita, il livello del mare è aumentato, e le concentrazioni di gas a effetto serra sono aumentate". Le conseguenze sulla comprensione o meno dei problemi correlati ai mutamenti climatici hanno profonde influenze sulla società umana, che deve confrontarsi con essi anche dal punto di vista economico e politico.
Il 4 settembre 2024 è stato pubblicato uno studio di World Weather Attribution da parte di Scienziati provenienti da Italia, Paesi Bassi, Svezia, Regno Unito, Commissione Europea e Stati Uniti che hanno utilizzato metodi peer-reviewed pubblicati per valutare se e in che misura il cambiamento climatico ha influenzato la siccità di 12 mesi nelle due isole (1) Sicilia e (2) Sardegna. L’analisi del World Weather Attribution ha rivelato che, senza gli effetti del riscaldamento di origine antropica, la siccità su entrambe le isole Sicilia e Sardegna, oggetto dello studio, non sarebbe stata classificata come “estrema”.

## Cambiamenti climatici nel passato

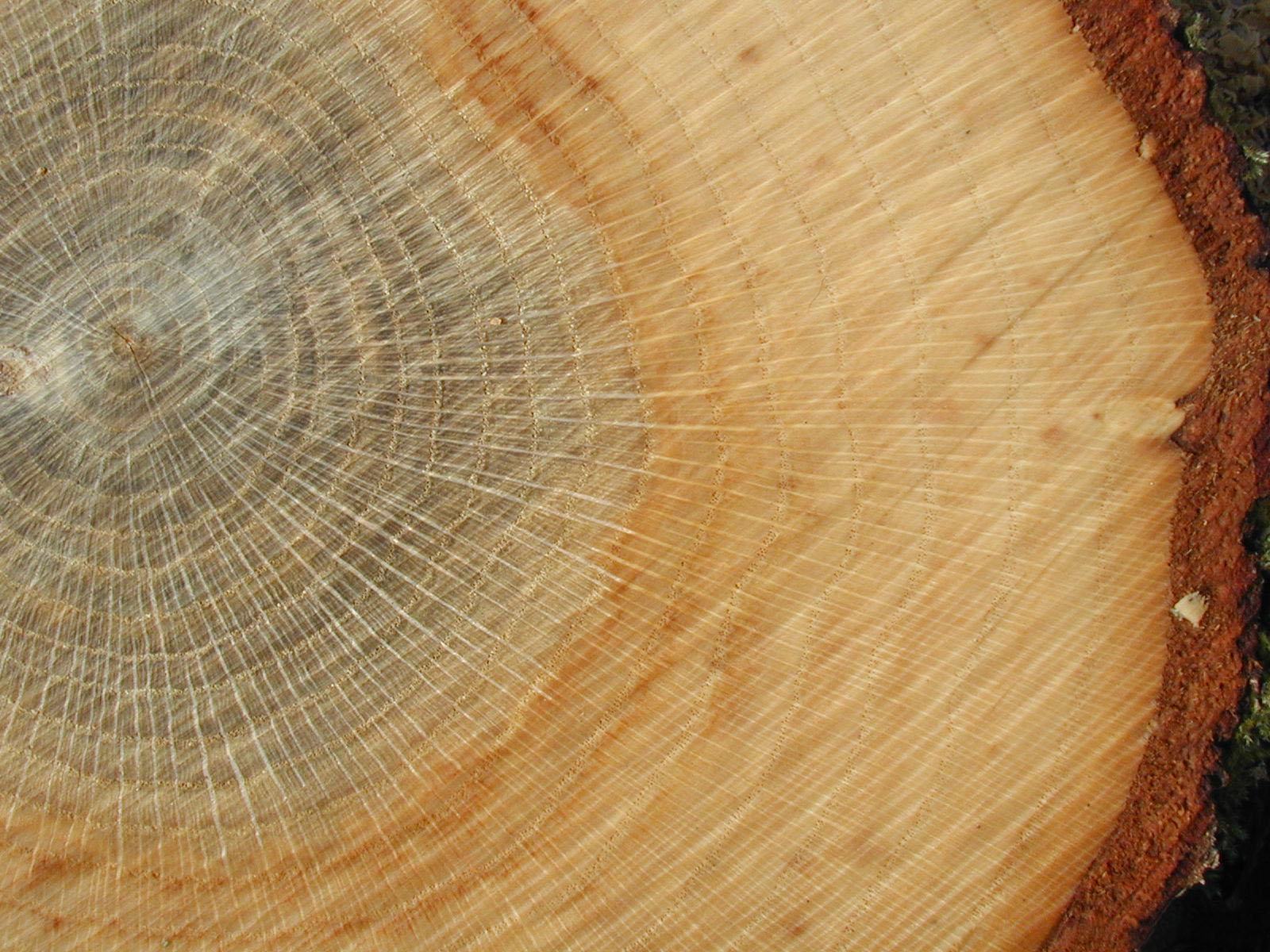
Sezione di un albero per studi di paleoclimatologia

Gli studi sul clima delle epoche preistoriche (paleoclima) si effettuano studiando i registri fossili, accumuli di sedimenti nei fondali marini, le inclusioni di aria nei ghiacciai, i segnali erosivi nelle rocce e gli anelli di crescita degli alberi. Sulla base di questi dati si è potuto redigere una storia climatica recente relativamente precisa e una storia climatica preistorica con una precisione più scarsa a causa delle poche fonti. Studiando il clima del passato si è potuto notare che la Terra ha attraversato continue fasi di cambiamento del suo clima, fasi più o meno rapide e più o meno cicliche.
Analizzando i cambiamenti lenti del clima, che avvengono in milioni di anni, si nota un continuo alternarsi di Ere glaciali ed Ere Interglaciali ossia milioni di anni più freddi in cui esistono ghiacciai sulla superficie terrestre alternati a milioni di anni più caldi in cui non c'è traccia di ghiacciai sulla Terra. Studiando i cambiamenti medi del clima, che avvengono in migliaia di anni, si nota l'alternarsi di Periodi glaciali e Periodi Interglaciali, ossia migliaia di anni in cui si ha una grande estensione dei ghiacciai sulla terraferma (viene ricoperta gran parte dei continenti) alternati a migliaia di anni in cui si ha una piccola estensione dei ghiacci (vengono ricoperte solo le regioni polari).
Studiando i cambiamenti brevi del clima, che avvengono in centinaia o decine di anni, si nota l'alternarsi di momenti di raffreddamento del clima, con un generale abbassamento delle temperature, alternati a momenti di riscaldamento del clima con un generale innalzamento delle temperature. In base a questa suddivisione del clima terrestre attualmente è in corso l'ultima Era Glaciale incominciata circa tre milioni di anni fa e ci troviamo in un Periodo interglaciale, ossia in un periodo di piccola estensione dei ghiacciai con un arretramento generale incominciato circa 10 000 anni fa. Man mano che si retrocede nel tempo i dati si riducono, per cui la climatologia ha necessità di servirsi di modelli di simulazione del clima passato e futuro.

### Gas serra come regolatori del clima

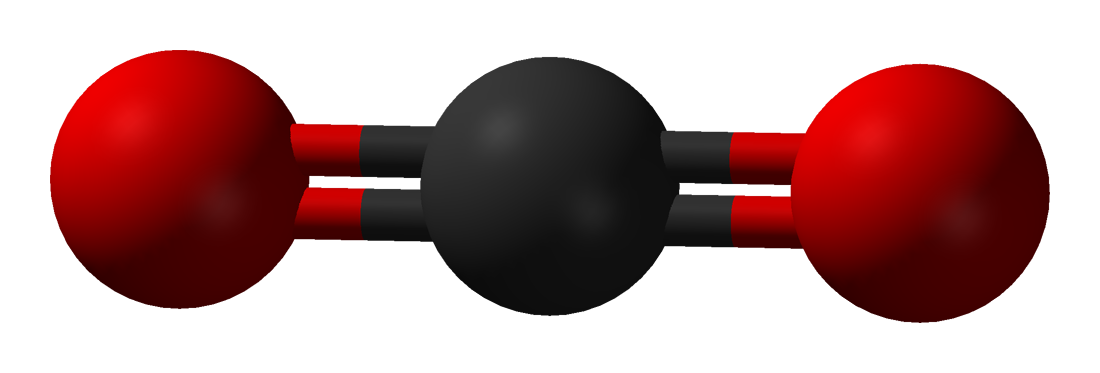
Modello ad asta e sfera di una molecola di anidride carbonica (CO_{2}), uno dei gas responsabili dell'effetto serra

I vari gas serra hanno un ruolo importante nel clima poiché attraverso l'effetto serra regolano il flusso di energia trattenuto nell'atmosfera terrestre e contribuiscono a mantenere costanti i parametri climatici reagendo nelle fasi di riscaldamento e raffreddamento climatico. Gli scenari previsti postulano che, mentre il pianeta si riscalda, le calotte polari si fondono e poiché la neve ha un'elevata albedo (cioè riflette verso lo spazio la maggior parte della radiazione che riceve), la diminuzione delle calotte polari comporterà un ulteriore aumento delle temperature. Inoltre, il riscaldamento dei mari comporterà una maggiore evaporazione e poiché il vapore acqueo è anch'esso un gas serra, si produrrà un "effetto amplificatore". Di contro, un aumento della nuvolosità dovuto alla maggiore evaporazione contribuirà all'aumento dell'albedo e quindi, teoricamente, a un raffreddamento globale.

### Il paradosso del Sole debole
A partire dai modelli di evoluzione stellare si può calcolare con relativa precisione la variazione della luminosità solare nel lungo periodo, per cui si sa che, nel primo periodo dell'esistenza della Terra, il Sole emetteva il 70% dell'energia attuale e la temperatura di equilibrio teorica terrestre calcolata era di -41 °C. Ciò nonostante, si hanno prove dell'esistenza degli oceani e della vita da 3,8 miliardi di anni, per cui il cosiddetto paradosso del Sole debole, a prima vista del tutto incompatibile con la vita e la presenza di acqua allo stato liquido, si può risolvere ammettendo un'atmosfera la cui concentrazione di CO2 fosse centinaia di volte superiore rispetto a quella attuale, cioè con un effetto serra superiore e quindi un riscaldamento inesorabile.

### Appare la vita sulla Terra

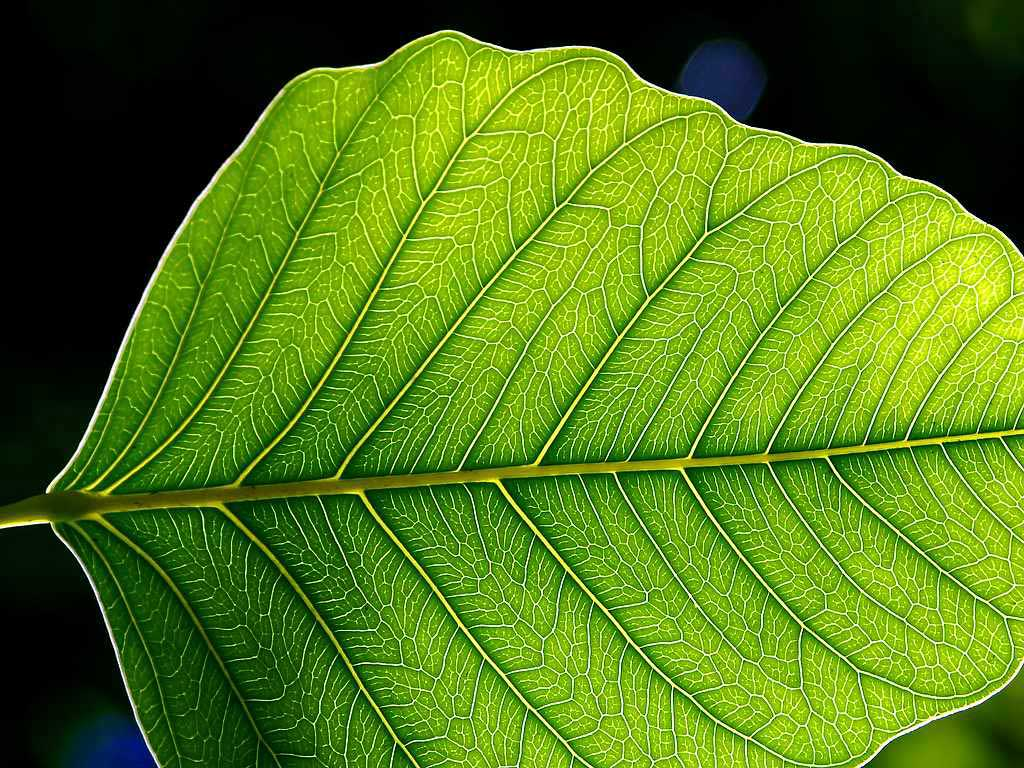
Foglia, parte della pianta in cui avviene la fotosintesi

Con l'apparizione delle piante, nella Terra ebbe inizio la fotosintesi. Le piante assorbono CO2 ed emettono O2. L'accumulo di quest'ultimo nell'atmosfera favorì l'apparizione degli animali, che lo utilizzano per respirare, emettendo CO2. Attualmente le foreste tropicali occupano la regione equatoriale del pianeta e tra l'Equatore e il Polo si ha una differenza termica di 50 °C. 65 milioni di anni fa la temperatura era di 8 °C superiore rispetto a quella attuale e la differenza termica tra l'Equatore e il Polo era di pochi gradi.

### Effetto serra nel passato
L'atmosfera ha dunque un ruolo determinante sul clima: se non esistesse, la temperatura sulla Terra sarebbe di -20 °C; ma essa si comporta in modo differente in funzione della lunghezza d'onda della radiazione incidente. Il Sole, per la sua temperatura di circa 6000 K emette fondamentalmente a 0,5 μm e l'atmosfera lascia passare la radiazione. La Terra ha una temperatura molto inferiore e riemette parte della radiazione ma a una lunghezza d'onda molto più ampia, di circa 15 μm, per i quali l'atmosfera non è più trasparente, ma opaca. La CO2 che è attualmente contenuta nell'atmosfera, in una concentrazione di 400 p.p.m., assorbe questa radiazione, così come il vapore acqueo. Il risultato è che l'atmosfera si riscalda e restituisce alla Terra parte di questa energia per cui la temperatura superficiale media è di circa 15 °C, valore molto diverso da quello d'equilibrio senza atmosfera. Questo fenomeno è denominato effetto serra e permette la vita sulla terra.
Lo studio di quale fosse in passato la composizione dell'atmosfera viene oggi condotto a partire dalle bolle d'aria intrappolate nei ghiacci polari e nei campioni di sedimenti marini; si è così osservato che le concentrazioni di CO2, metano e altri gas serra sono fluttuate nel corso delle ere. Non si conoscono le cause esatte per cui si sono prodotte queste variazioni, sebbene ci siano varie ipotesi di lavoro. Il bilancio è complesso poiché, sebbene si conoscano i fenomeni di assorbimento e di emissione della CO2, la loro interazione è difficilmente calcolabile.

### Glaciazioni del Pleistocene

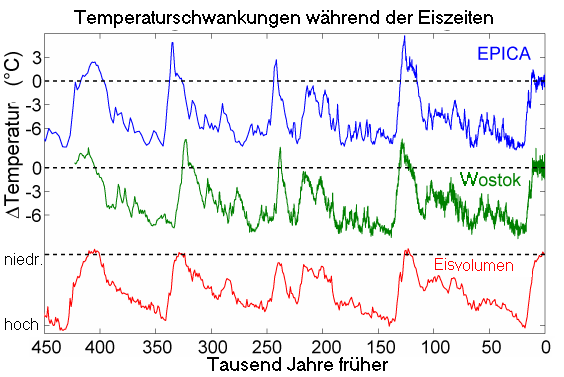
I cicli di glaciazione e periodi interglaciali secondo i carotaggi

La specie umana apparve circa tre milioni di anni fa. All'inizio del pleistocene, circa due milioni di anni la Terra si trovava in un periodo glaciale, in cui gran parte dei continenti dell'emisfero settentrionale, per esempio l'America del Nord e l'Europa, erano coperte dai ghiacci. In Europa sono state riconosciute cinque fasi glaciali, dalla più antica alla più recente: Donau, Gunz, Mindel, Riss e Wurm, intervallate da altrettanti fasi interglaciali. Il periodo interglaciale in cui viviamo è incominciato circa 15 000 anni fa.
Il miglioramento delle condizioni termiche coincise con il passaggio dal periodo Paleolitico a quello Neolitico, circa 5 000 anni fa.
Nel 1941 il matematico e astronomo serbo Milutin Milanković propose la teoria per cui le variazioni orbitali della Terra causarono le glaciazioni del Pleistocene. Calcolò l'insolazione nelle alte latitudini dell'emisfero nord nel passare delle stagioni. La sua tesi afferma che è necessaria l'esistenza di estati fresche, e non di inverni rigidi, perché incominci un periodo glaciale. La sua teoria non fu accettata fino agli inizi degli anni cinquanta, quando Cesare Emiliani, che lavorava in un laboratorio dell'Università di Chicago, presentò la prima dissertazione completa che mostrava l'avanzata e la retrocessione dei ghiacciai durante le ultime glaciazioni. Questi risultati furono ottenuti analizzando successioni sedimentarie marine, ovvero confrontando il contenuto dell'isotopo pesante dell'ossigeno (18O) con l'ossigeno-16 (16O) nei microfossili contenuti nei sedimenti.

### Periodo caldo romano
Il periodo caldo romano, o Optimum climatico romano, fu un periodo di clima insolitamente caldo in Europa e nell'Atlantico settentrionale che andò dal 250 a.C. circa al 400 d.C. La locuzione apparve per la prima volta in una tesi di dottorato del 1995 e divenne in seguito popolare per un articolo scientifico pubblicato su Nature nel 1999.

### Optimum climatico medioevale

Andamento della temperatura negli ultimi 2000 anni secondo diversi studi: l'andamento degli ultimi 1000 anni è noto come hockey stick per via della somiglianza con la forma di una mazza da hockey.

Il Periodo caldo medievale (PCM, in inglese Mediaeval Warm Period, MWP), o optimum climatico medievale, fu un periodo di inusuale clima relativamente caldo, nella regione del nord Atlantico, durato circa 500 anni dal IX al XIV secolo. Il periodo caldo medievale è spesso invocato nelle discussioni attuali sul riscaldamento globale che interessa il clima terrestre dal XXI secolo. Alcuni si riferiscono a eventi come il periodo caldo medievale per sostenere che le previsioni fatte da più parti sono un'enfatizzazione di fatti già accaduti in passato e poi regrediti. Le ricostruzioni della temperatura globale basate su proxy naturali sembrano però escludere che, in media, la temperatura della Terra fosse più calda durante il PCM che nel XXI secolo. Il dibattito sull'entità di tale riscaldamento, così come del successivo raffreddamento durante la Piccola era glaciale, rimane tuttavia ancora aperto.

### Piccola era glaciale
La piccola era glaciale (PEG, in inglese Little Ice Age, LIA) è un periodo della storia climatica dell'emisfero nord della Terra che, pur con una non totale convergenza degli studi, va dalla metà del XIV alla metà del XIX secolo in cui si registrò un brusco abbassamento della temperatura media terrestre, per cause ancora dibattute (eruzioni vulcaniche, rapida afforestazione dei continenti europeo e americano, diminuzione dell'attività solare, o un insieme di queste cause). Un nome alternativo e più corretto per questo periodo è "Piccola età glaciale", a rimarcare il fatto che il lungo lasso di tempo di cui stiamo parlando non arriva a essere propriamente un'era (ossia centinaia di milioni di anni). La PEG, climatologicamente parlando, è considerata una fase stadiale dell'attuale periodo interglaciale. Come nel caso dell'ottimo termico medioevale, le variazioni di temperatura hanno riguardato soprattutto l'emisfero settentrionale, e non tutta la Terra come invece nel caso del cambiamento climatico del XXI secolo.

## Cambiamenti climatici attuali
Il mantenimento della temperatura della biosfera terrestre attorno a valori medi adatti alla vita è dovuto principalmente all'azione combinata di cinque fattori:
1. calore interno del pianeta;
2. irraggiamento solare, che fornisce l'energia per l'effetto serra ed elementi correlati alle variazioni dell'attività solare e delle macchie solari;
3. effetto delle correnti oceaniche e dell'evaporazione marina (e dei fenomeni a essa correlati);
4. presenza dell'atmosfera, che attenua gli sbalzi di temperatura giornalieri e stagionali;
5. effetto serra naturale, che amplifica l'effetto termico dell'irraggiamento solare.

La variazione quantitativa di uno o più di questi fattori può causare un riscaldamento globale o raffreddamento globale dell'atmosfera e superficie terrestre.
A tali fattori naturali si aggiunge l'influenza dell'uomo che attraverso l'uso di combustibili fossili immette nell'atmosfera grandi quantità di CO2, metano e altri gas serra aumentando l'azione dell'effetto serra e generando un surriscaldamento climatico che aumenta la temperatura media globale della Terra, con conseguenze come desertificazione, innalzamento ed inacidimento degli oceani, più frequenti fenomeni atmosferici estremi.
L'entità e le conseguenze del fenomeno hanno portata tale che la questione viene chiamata anche crisi climatica.

### Riscaldamento globale

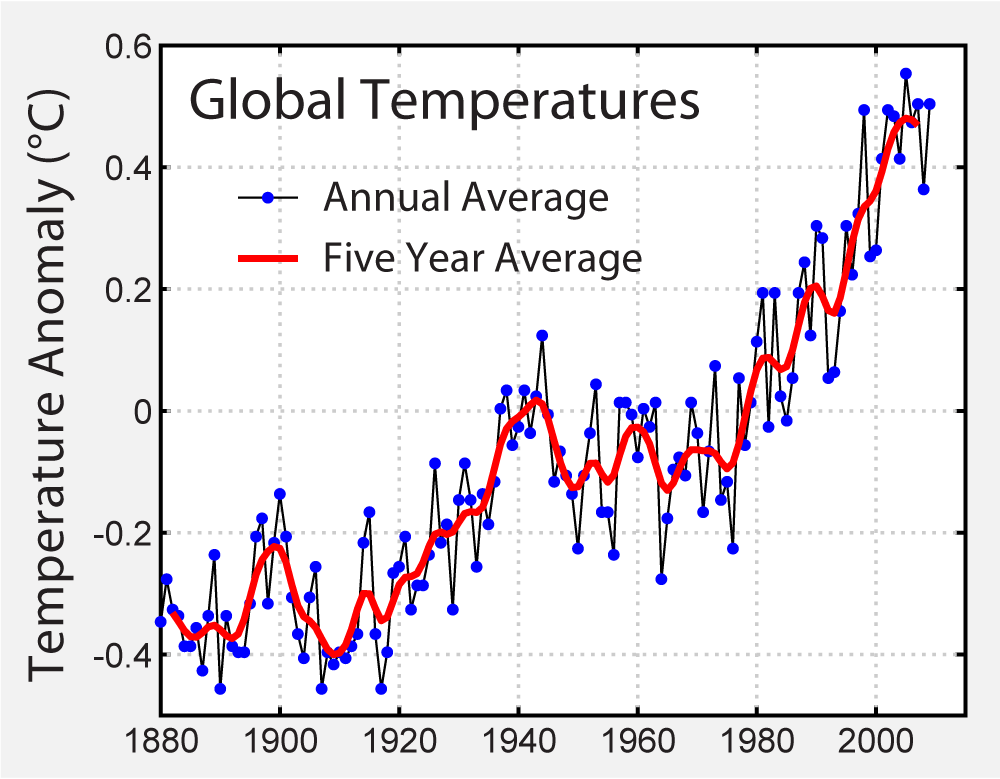
Andamento della temperatura globale dal 1850

Con l'espressione riscaldamento globale (traduzione dall'inglese global warming, tradotto talvolta con riscaldamento climatico o surriscaldamento climatico) si indica il mutamento del clima terrestre sviluppatosi a partire dall'inizio del XX secolo e tuttora in corso. La comunità scientifica attribuisce tale mutamento alle emissioni nell'atmosfera terrestre di crescenti quantità di gas serra (con conseguente incremento dell'effetto serra) e ad altri fattori tutti imputabili all'attività umana.

#### Temperatura globale e anomalia termica
In base ai dati relativi al 2013 contenuti nel 5º rapporto del Gruppo intergovernativo sul cambiamento climatico, i dati combinati della temperatura media globale della superficie della Terra e dell'oceano, calcolati con trend lineare, indicano un riscaldamento medio di 0,85 °C nel periodo 1880-2012.
Nel 2014 si è raggiunto il record della temperatura media globale. L'allarme è particolarmente grave per l'Italia, che si sta scaldando più velocemente della media globale e di altre terre emerse del pianeta. Il nuovo record italiano raggiunto nel 2014 è stato di +1,45 °C rispetto al trentennio 1971-2000.

#### Il Global dimming degli anni 60-80
Con la locuzione oscuramento globale, o offuscamento globale (in inglese: global dimming), viene indicata la riduzione graduale dell'irraggiamento solare sulla superficie terrestre, osservata a partire dagli anni 1950. Al rovescio è stato osservato un aumento di luminosità della Terra verso lo spazio tramite le apparecchiature (radiometri) in dotazione ai satelliti artificiali in orbita proprio per l'aumentata riflettanza dell'atmosfera terrestre.

## Cause

Schema illustrativo dei principali fattori che provocano i mutamenti climatici terrestri: variazioni nell'orbita terrestre; variazioni nell'attività solare; attività dei vulcani e impatti di meteoriti; l'uomo, in particolare con l'attività industriale e l'emissione di gas serra

Il clima è lo stato medio del tempo atmosferico a una determinata scala temporale (almeno 30 anni) e su di esso influiscono molti fattori; di conseguenza, le variazioni in questi ultimi provocano i mutamenti climatici: variazioni nell'attività solare, nella composizione atmosferica, nella disposizione dei continenti, nelle correnti oceaniche o nell'orbita terrestre possono modificare la distribuzione dell'energia e il bilancio radiativo terrestre, alternando così il clima planetario.
Queste influenze possono classificarsi in esterne e interne alla Terra. Quelle esterne sono anche denominate "forzanti" in quanto normalmente effettuano un'azione sistematica sul clima, sebbene vi siano fenomeni di tipo aleatorio quali gli impatti meteoritici. L'influenza antropica sul clima in molti casi è considerata una forzante esterna in quanto la sua influenza è più sistematica che caotica, ma è anche certo che l'uomo appartiene alla biosfera terrestre e si può dunque considerare un'influenza interna secondo quale criterio venga applicato.
Fra le cause interne si riscontrano un gran numero di fenomeni né sistematici né caotici. A questo gruppo appartengono anche i fattori che amplificano o diminuiscono le variazioni in corso sotto forma di feedback retroattivi. A causa di tutti questi fattori il clima è considerato un sistema complesso. A seconda del tipo dei fattori dominanti, la variazione del clima è sistematica o caotica. Per questo dipende in particolar modo dalla scala temporale a cui si osserva la variazione poiché possono riscontrarsi variazioni regolari di bassa frequenza nascoste in variazioni caotiche di alta frequenza o viceversa.

### Influenze esterne

#### Variazioni orbitali

Schematizzazione dell'orbita terrestre

Sebbene la luminosità solare si mantenga praticamente costante nei millenni, varia invece l'orbita terrestre. Questa oscilla periodicamente, modificando la quantità media di radiazione che riceve ogni emisfero nel tempo, e queste variazioni provocano le glaciazioni e i periodi interglaciali. Ci sono tre fattori che contribuiscono a modificare le caratteristiche orbitali facendo in modo che l'insolazione media degli emisferi vari sebbene il flusso globale di radiazione rimanga lo stesso. Si tratta della precessione degli equinozi, dell'eccentricità orbitale e dell'obliquità dell'orbita o inclinazione dell'asse terrestre. Tali studi vennero per la prima volta affrontati e parzialmente risolti dal geofisico serbo Milutin Milanković e tali cicli orbitali vanno sotto il nome appunto di cicli di Milanković. Tali cicli sarebbero in grado di spiegare i cambiamenti climatici globali su scala temporale di 100 000 anni ovvero pari al periodo delle glaciazioni/deglaciazioni in linea con quanto osservato negli studi proxy dei carotaggi antartici.

#### Impatto di meteoriti

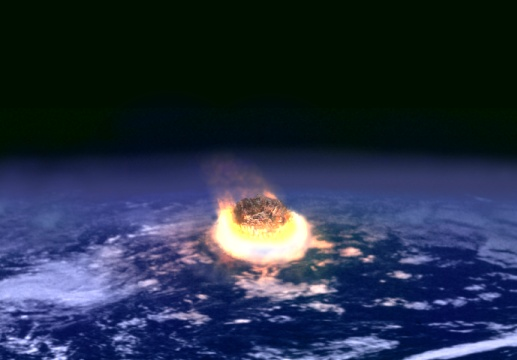
Rappresentazione di un impatto meteoritico

In alcune occasioni avvengono eventi di tipo catastrofico che cambiano l'aspetto della Terra per sempre. L'ultimo di questi avvenimenti catastrofici avvenne 65 milioni di anni fa. Si tratta degli impatti meteoritici di grande dimensione. È indubbio che tali fenomeni possano provocare un effetto devastante sul clima, liberando grandi quantità di CO2, polvere e ceneri nell'atmosfera a causa di incendi in grandi regioni boschive. Si potrebbe quindi mettere in relazione l'evento di Chichulub (nello Yucatán) con il periodo di forti eruzioni dei vulcani dell'India, in quanto questo continente si situa circa agli antipodi rispetto al cratere di impatto. A causa di un impatto sufficiente, l'atmosfera potrebbe cambiare rapidamente, analogamente all'attività geologica del pianeta e alle sue caratteristiche orbitali.

#### Attività solare

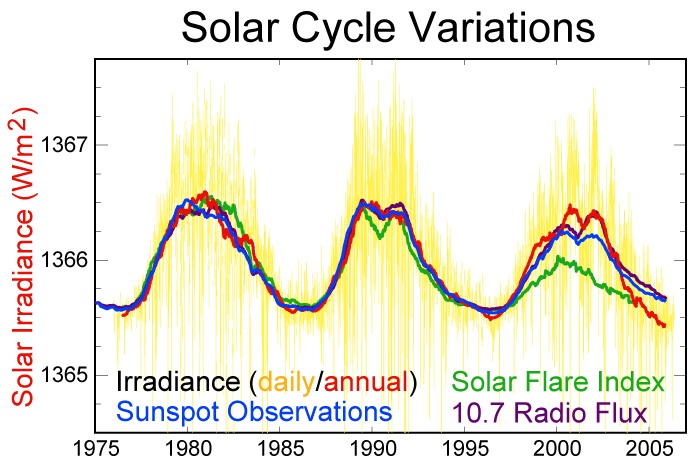
Variazione dell'irraggiamento solare negli ultimi 30 anni (la linea rossa indica la media annuale, quella gialla i valori giornalieri). Su circa 1 366 watt totali, l'oscillazione è di pochi watt

La temperatura media della Terra dipende, in gran misura, dall'attività solare la cui variabilità influisce sul clima terrestre sia direttamente con la variazione del flusso di radiazione emesso dal Sole verso la Terra e sia indirettamente a causa dei feedback climatici terrestri a essa collegati (variazione dell'annuvolamento, precipitazioni, flusso dei raggi cosmici...). Da sola la variazione del flusso energetico, che varia lentamente nel tempo, non è considerata un contributo importante per la variabilità climatica. Questo avviene perché il Sole è una stella di tipo G in fase di sequenza principale, risultando quindi molto stabile. Tuttavia il flusso radiativo è il motore dei fenomeni atmosferici poiché apporta all'atmosfera l'energia necessaria perché essi si producano. Quindi piccole variazioni nell'attività solare possono apportare più grandi variazioni in alcuni importanti fenomeni legati al clima (evaporazione degli oceani, copertura nuvolosa, precipitazioni...).
Peraltro, nel lungo periodo le variazioni del flusso radiativo divengono percettibili poiché il Sole aumenta la sua luminosità con una proporzione del 10% ogni miliardo di anni. Per questo, sulla Terra primitiva che permise la nascita della vita, 3,8 miliardi di anni fa, la luminosità solare era del 70% rispetto a quella attuale. Attualmente la costante solare alle soglie dell'atmosfera è di circa 1 366 W/m² con variazioni di appena lo 0,1% misurate dai satelliti in orbita negli ultimi 40 anni in relazione ai cicli solari.
Secondo alcuni ricercatori, le variazioni nel campo magnetico solare e le correlate emissioni di vento solare sono importanti, poiché l'interazione dell'alta atmosfera terrestre con le particelle provenienti dal Sole può generare reazioni chimiche in un senso o nell'altro, modificando la composizione dell'aria e soprattutto la presenza di nuclei di condensazione necessari alla formazione delle nubi. In generale si sospetta che variazioni dell'attività solare possano aver determinato le variazioni climatiche su scala ultracentenaria nel recente passato evidenziate dai dati climatici indiretti (proxy data) (vedi Minimo di Maunder e Optimum Climatico).

### Influenze interne

#### Composizione atmosferica

Effetto serra

L'atmosfera primitiva, la cui composizione era simile a quella della nebulosa iniziale, perse i suoi elementi volatili H2 e He, in un processo denominato degassificazione, e li sostituì con i gas provenienti dalle eruzioni vulcaniche del pianeta, in particolar modo la CO2, originando un'atmosfera di seconda generazione e dando vita così a un primitivo effetto serra naturale. In essa sono importanti gli effetti dei gas serra emessi in modo naturale dai vulcani e dai pozzi termali. D'altra parte, l'ossido di zolfo e gli altri aerosol emessi dai vulcani contribuiscono all'effetto contrario, raffreddando la Terra. A partire dall'equilibro fra le emissioni si avrà un determinato bilancio radiativo.
Con l'apparizione della vita sulla Terra, la biosfera diventò un fattore importante per il clima. Inizialmente, il gruppo di organismi fotosintetici catturò gran parte della CO2 dell'atmosfera primitiva ed emise una grande quantità di ossigeno. Questo modificò l'atmosfera, permettendo l'apparizione di nuove forme di vita aerobica, favorite dalla nuova composizione dell'aria. Aumentò così il consumo di ossigeno e diminuì il consumo netto di CO2 fino a raggiungere un equilibrio, l'atmosfera di terza generazione, che permane tuttora. Questo equilibrio fra le emissioni e gli assorbimenti si rende evidente nel ciclo del carbonio, per cui la CO2 presenta oscillazioni annuali a seconda delle stagioni di crescita delle piante.

#### Deriva dei continenti

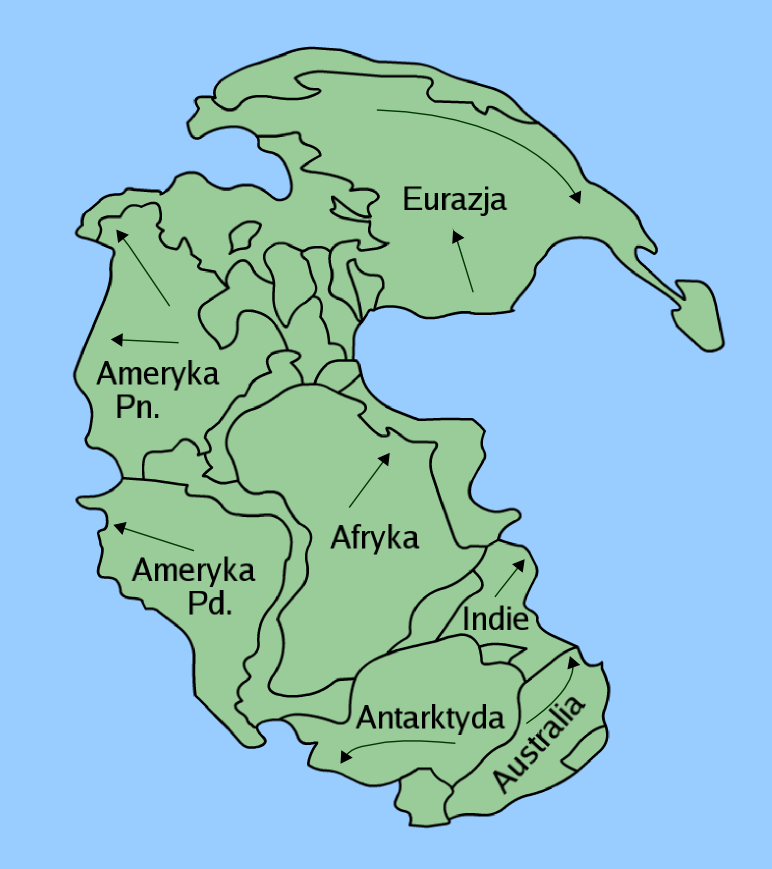
Pangea

La Terra ha conosciuto molti cambiamenti a partire dalla sua origine, 4 600 milioni di anni fa. 225 milioni di anni fa tutti i continenti erano uniti a formare la Pangea, e vi era un oceano universale chiamato Pantalassa. Questa disposizione favorì l'aumento delle correnti oceaniche e generò uno scarso scarto termico tra l'Equatore e il Polo. La tettonica a zolle ha separato i continenti e li ha posti nella situazione attuale. L'oceano Atlantico si è formato a partire da 200 milioni di anni fa.
La deriva dei continenti è un processo estremamente lento, per cui la posizione dei continenti fissa il comportamento del clima per milioni di anni. Ci sono due aspetti da tenere in considerazione. Da un lato, le latitudini a cui si concentra la massa continentale: se le masse continentali sono situate alle basse latitudini si avranno pochi ghiacciai continentali e, in generale, temperature medie meno estreme. Analogamente, se i continenti sono molto frammentati si avranno zone inferiori di clima continentale.

#### Eruzioni vulcaniche

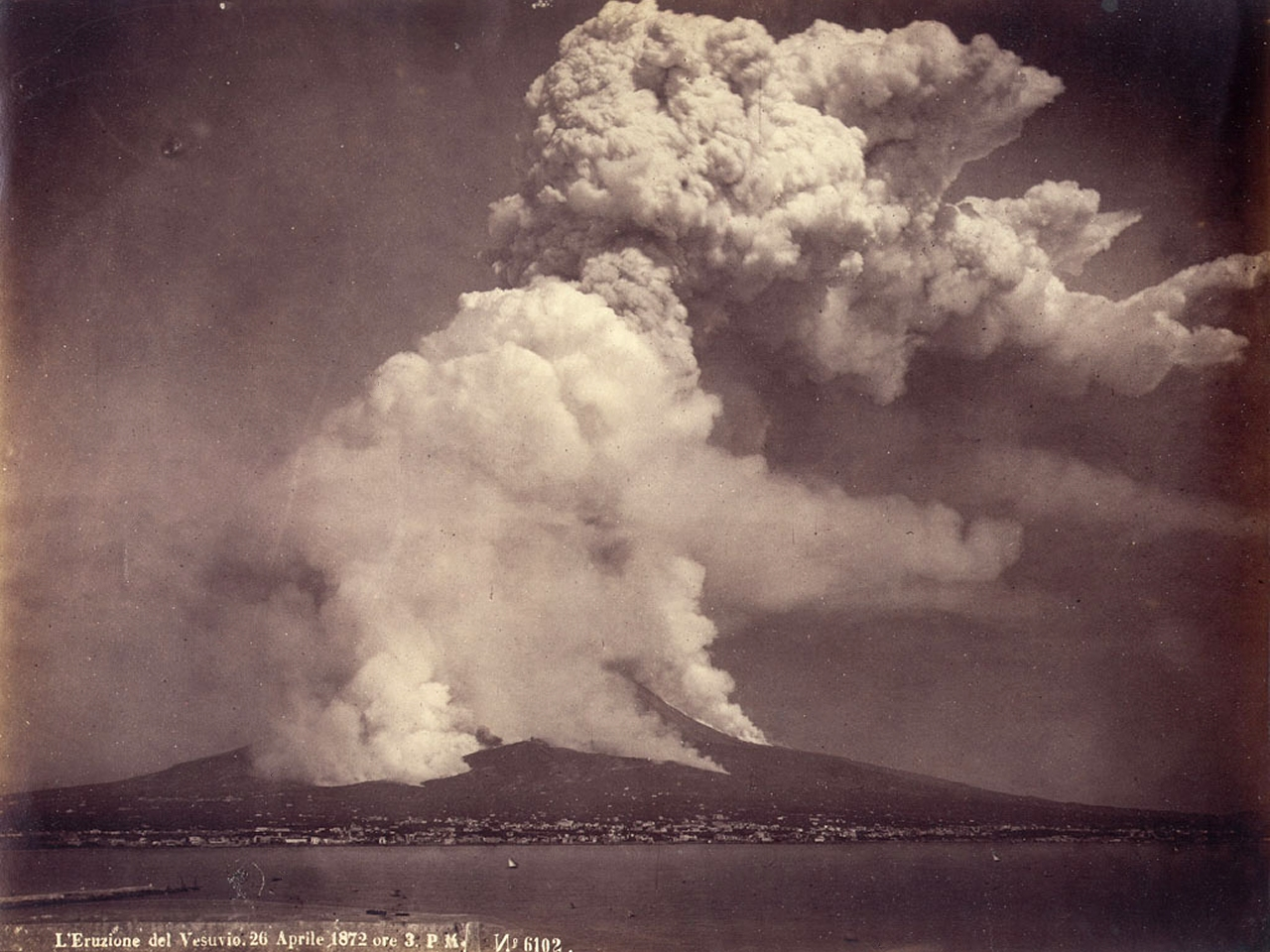
Eruzione vulcanica

Le eruzioni vulcaniche possono condurre a un cambiamento climatico a scala globale, sia pure per tempi limitati (qualche anno), come accaduto nella seconda metà del XX secolo con le grandi eruzioni del Tambora e del Krakatoa in Indonesia. La stessa atmosfera terrestre primordiale si è costruita a partire dalle eruzioni vulcaniche che nella prima età geologica della Terra erano estremamente frequenti e diffuse in tutto il globo terracqueo.

#### Correnti oceaniche

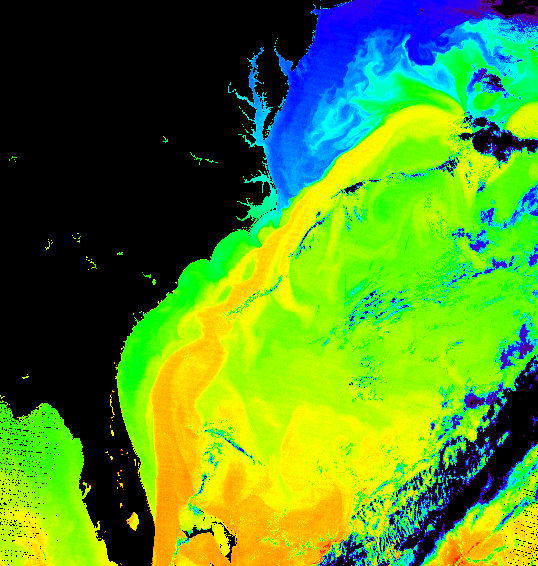
Temperatura dell'acqua nella Corrente del Golfo

Le correnti oceaniche, o marine, sono fattori regolatrici del clima funzionando come moderatrici. L'esempio più noto è la corrente termoalina nell'oceano Atlantico che, a causa delle differenze di temperatura e salinità, risale fino al nord Atlantico dando vita alla Corrente del Golfo, la quale mitiga le temperature delle coste europee, per poi inabissarsi nelle profondità dell'oceano nel lungo nastro trasportatore oceanico.
In particolare la corrente "scettica" sui cambiamenti climatici attuali attribuisce ai cicli oceanici, così come alle variazioni dell'attività solare, la causa ovvero il forzante energetico naturale che sarebbe in grado di spiegarli.

#### Effetti antropogenici
L'uomo è il più recente dei fattori che influenzano l'ambiente e lo è da relativamente poco tempo. La sua influenza ebbe inizio con lo sviluppo dell'agricoltura e la conseguente deforestazione dei boschi per convertirli in terre coltivabili e in pascoli, fino ad arrivare a oggi a grandi emissioni di gas serra: CO2 dalle industrie e dai mezzi di trasporto e metano negli allevamenti intensivi e nelle risaie. Secondo la teoria del riscaldamento globale, o surriscaldamento climatico, l'uomo attraverso le sue emissioni di gas serra (soprattutto di CO2 e metano) è responsabile di gran parte del periodo di riscaldamento che sta attraversando oggi la Terra. Una piccola minoranza di scienziati ritiene invece sopravvalutato il peso sul clima attribuito all'uomo, ritenendo l'attuale fase di riscaldamento climatico come una fase naturale opposta ai periodi naturali di raffreddamento climatico. Il peso delle attività umane sui mutamenti climatici in atto è considerato preponderante dal consenso della comunità scientifica, anche se oggetto di un dibattito scientifico marginale.
Analizzando i dati globali sulle emissioni di CO2, risulta evidente che alcuni Paesi hanno un impatto maggiore rispetto ad altri. Attualmente, i Paesi che emettono la maggiore quantità di CO2 sono la Cina, gli Stati Uniti e l'India, in quest'ordine. Se si considera invece la quantità complessiva di CO2 emessa in atmosfera nel corso della storia, il quadro cambia. Gli Stati Uniti sono in testa alla lista, seguiti dalla Cina e dalla Russia. Infine, se si esamina l'impatto delle emissioni di CO2 in rapporto alla popolazione, ossia si valuta la quantità di CO2 prodotta per abitante, le nazioni che risaltano sono il Qatar, il Bahrein e il Kuwait.

#### Retroazioni
Molti dei mutamenti climatici importanti sono causati da lievi variazioni provocate dai fattori citati sopra, siano essi forzanti sistematiche o accadimenti imprevisti. Questi possono originare un meccanismo che si rafforza autonomamente (retroazione o feedback positivo), amplificando l'effetto. Analogamente, la Terra può rispondere con meccanismi moderatori (retroazione o feedback negativo) o con entrambi i fenomeni che agiscono contemporaneamente. Dal bilancio di tutti gli effetti originerà una variazione più o meno brusca, ma sempre imprevedibile sul lungo periodo in quanto il sistema climatico è un sistema caotico e complesso.
Un esempio di feedback positivo è dell'albedo del ghiaccio, un aumento della massa glaciale che incrementa la riflessione della radiazione diretta e, di conseguenza, amplifica il raffreddamento. Può inoltre verificarsi il fenomeno inverso, per cui si amplifica il riscaldamento alla riduzione delle masse glaciali. Un meccanismo analogo avviene per la fusione delle calotte polari, in quanto esse creano un ostacolo alle correnti oceaniche che non possono attraversare le regioni polari. Nel momento in cui incomincia ad aprirsi il passo alle correnti, si contribuisce a omogeneizzare le temperature e si favorisce la fusione completa di tutta la calotta polare, portando a un maggior riscaldamento al ridursi dell'albedo.
La Terra ha mostrato periodi caldi senza calotte polari e recentemente si è riscontrata una laguna nel Polo Nord durante l'estate boreale, per cui gli scienziati norvegesi predicono che fra 50 anni il mare Glaciale Artico sarà navigabile in questa stagione. Un pianeta senza calotte polari porta a una diversa circolazione delle correnti marine, soprattutto nell'emisfero settentrionale, e diminuisce la differenza di temperatura tra l'Equatore e i Poli. Inoltre vi sono fattori moderatori dei mutamenti climatici. Uno di essi è l'effetto della biosfera e, più concretamente, degli organismi fotosintetici (fitoplancton, alghe e piante) sull'aumento del diossido di carbonio nell'atmosfera. Si stima che l'incremento di questo gas porterà a un aumento della crescita degli organismi che lo utilizzano, fenomeno provato sperimentalmente in laboratorio. Gli scienziati credono, comunque, che gli organismi siano capaci di assorbirne solo una parte e che l'aumento globale della CO2 proseguirà.
Ci sono quindi meccanismi di retroazione per cui è difficile chiarire in che senso attuino. Nel caso delle nubi, attualmente si è giunti alla conclusione, mediante osservazioni dallo spazio, che l'effetto totale che esse producono è di raffreddamento; questo studio si riferisce però alle nubi attuali. L'effetto netto futuro e passato è difficile da stabilire in quanto dipende dalla composizione e dalla formazione delle nubi stesse. Se le concentrazioni di biossido di carbonio nell'atmosfera diventano molto alte, le nuvole che ombreggiano e rinfrescano alcuni degli oceani tropicali e subtropicali potrebbero diventare instabili e disperdersi.

## Opinioni degli scienziati sui cambiamenti climatici

'Consenso scientifico sulla causalità' del cambiamento climatico causato dall'uomo tramite studi accademici i quali riflettono che il livello di consenso è correlato con l'esperienza in scienza del clima.
Uno studio del 2019 ha rilevato che il consenso scientifico è al 100%, e uno studio del 2021 ha concluso che il consenso ha superato il 99%. Un altro studio del 2021 ha rilevato che il 98,7% degli esperti climatici ha indicato che la Terra si sta riscaldando principalmente a causa delle attività umane.

Con particolare attenzione al riscaldamento globale causato dall'uomo o antropogenico sono stati fatti sondaggi agli scienziati a partire dagli anni ’90. Un articolo del 2016 (scritto in collaborazione con Naomi Oreskes, Peter Doran, William Anderegg, Bart Verheggen, Ed Maibach, J. Stuart Carlton e John Cook, e che si basava su una mezza dozzina di studi indipendenti degli autori) ha concluso che è robusta e coerente la considerazione secondo cui - da parte degli scienziati del clima e da studi peer-reviewed - è espresso il 97% di consenso scientifico in ordine all'individuazione degli esseri umani come causa del riscaldamento globale. Uno studio del 2019 ha rilevato che il consenso scientifico è al 100%, e uno studio del 2021 ha rilevato che il consenso ha superato il 99%.

## L'Impatto antropico sul Cambiamento climatico

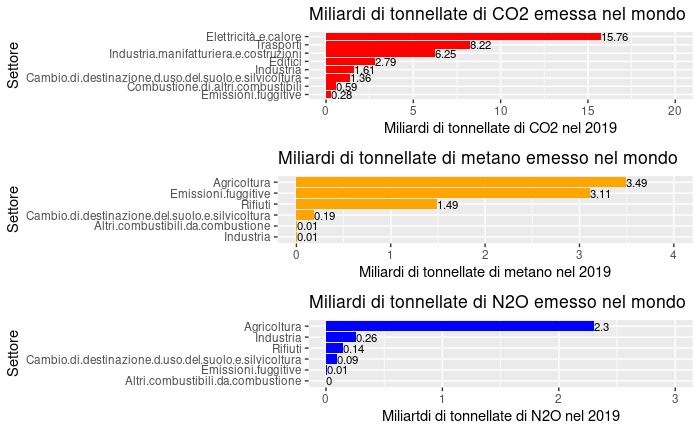
Fonte :[https://ourworldindata.org/emissions-by-sector ourworldindata

Le attività umane hanno determinato un aumento del 42% delle concentrazioni di CO₂ rispetto all'era pre-industriale, causando un incremento della temperatura media globale di circa 0,8°C.
Questo riscaldamento è associato a gravi impatti sull'ambiente naturale e sulla salute umana, aumentando il rischio di eventi climatici estremi come ondate di calore, forti piogge e siccità.

### Agricoltura
L'agricoltura contribuisce significativamente alle emissioni di gas serra attraverso la produzione di metano dal bestiame e l'uso di fertilizzanti sintetici che rilasciano protossido di azoto. Inoltre, pratiche come la deforestazione per l'espansione agricola riducono la capacità del pianeta di assorbire CO₂.

### Industria
Settori come la produzione di acciaio, cemento e alluminio sono responsabili di elevate emissioni di CO₂ durante i processi produttivi. L'industrializzazione e l'aumento della produzione di beni di consumo hanno amplificato queste emissioni, contribuendo al riscaldamento globale.

### Uso del Suolo e Deforestazione
La deforestazione aumenta le emissioni di gas serra e riduce la capacità della Terra di assorbire CO₂, aggravando il cambiamento climatico.

### Trasporti
Il settore dei trasporti è una delle principali fonti di emissioni di CO₂. A livello globale, rappresenta circa il 24% delle emissioni dirette di CO₂ derivanti dalla combustione di carburanti. In Italia, nel 2022, le emissioni di gas serra provenienti dai trasporti sono state pari a 109.774,4 kt di CO₂ equivalente, con una riduzione del 14,5% rispetto al 2005. Tuttavia, per raggiungere l'obiettivo di riduzione del 43,7% entro il 2030, sono necessarie ulteriori misure.
Il trasporto su strada è il principale responsabile, contribuendo al 93% delle emissioni del settore. Le auto diesel, ad esempio, emettono in media 167 grammi di CO₂ per chilometro.

### Gestione dei Rifiuti
La gestione dei rifiuti contribuisce alle emissioni di gas serra, principalmente attraverso la decomposizione anaerobica dei rifiuti organici nelle discariche, che produce metano (CH₄), un gas serra con un potenziale di riscaldamento globale significativamente superiore alla CO₂. Pratiche come l'incenerimento dei rifiuti possono rilasciare CO₂ e altri inquinanti nell'atmosfera. Una gestione inefficace dei rifiuti solidi urbani può quindi aumentare le emissioni di gas serra.

### Edifici
Gli edifici hanno un impatto significativo sul cambiamento climatico, contribuendo in modo rilevante alle emissioni globali di anidride carbonica (CO₂). Secondo il rapporto della Global Alliance for Buildings and Construction presentato alla COP25 di Madrid, edifici, abitazioni e settore dell’edilizia sono responsabili del 39% di tutte le emissioni globali di anidride carbonica nel mondo.

### Relazione tra PIL pro capite ed Emissioni di CO₂

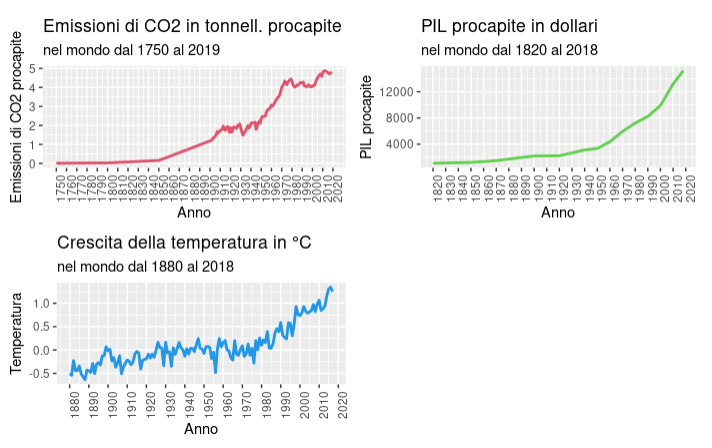
Fonti : Pil procapite Crescita della temperatura [https://ourworldindata.org/grapher/co-emissions-per-capita?tab=chart CO2 procapite

Storicamente, esiste una correlazione positiva tra la crescita del PIL pro capite e l'aumento delle emissioni di CO₂. Questo legame è descritto dall'Identità di Kaya, che afferma che le emissioni totali di CO₂ sono il risultato di quattro fattori: popolazione, PIL pro capite, intensità energetica (consumo di energia per unità di PIL) e intensità di carbonio (emissioni di CO₂ per unità di energia consumata).
Negli ultimi anni, tuttavia, si è osservata una tendenza al "decoupling" o disaccoppiamento, in cui la crescita economica non è necessariamente accompagnata da un aumento delle emissioni di CO₂.Nonostante questi progressi, la sfida rimane significativa. Per limitare l'aumento delle temperature globali e mitigare gli effetti del cambiamento climatico, è essenziale continuare a promuovere pratiche sostenibili nei settori dei trasporti e della gestione dei rifiuti, oltre a incentivare una crescita economica che non sia legata all'aumento delle emissioni di CO₂.

## Soluzioni
Gli scienziati hanno stimato che avremmo una finestra di tempo relativamente breve (7-8 anni) per attuare cambiamenti sostanziali prima che gli effetti siano potenzialmente irreversibili, evidenziando l’insufficiente comprensione verso gli impatti legati alla deforestazione della foresta amazzonica o al riscaldamento della calotta glaciale dell’Antartide. I cambiamenti principali comprendono modifiche nelle abitudini alimentari, una riduzione dell’uso di combustibili fossili e la cooperazione internazionale. Si possono individuare due approcci alla crisi climatica:
1. L’adattamento: consiste nell’affrontare gli effetti del cambiamento climatico reagendo con precauzioni [37]
2. La mitigazione: cercare di evitare che alcuni effetti peggiorino, riducendo le risorse o abbattendo le emissioni di gas serra.[38]

Il consumo umano di combustibili fossili ha aumentato la concentrazione nell’atmosfera di gas serra, in particolare l’anidride carbonica (CO2), correlata ad un aumento delle temperature.  È stata proposta come soluzione una migliore efficienza energetica e la transizione verso fonti energetiche a basse emissioni di carbonio, come le energie rinnovabili (energia solare, energia idroelettrica, energia termica e delle maree degli oceani, energia geotermica, energia eolica, oli vegetali, biomassa inclusi biogas e legna).  Ridurre l’uso di fonti di combustibili come carbone, gas naturale, petrolio, letame e seguire alternative più pulite, potrebbe ridurre le emissioni di gas serra e il carico di malattie dovute agli inquinanti presenti nell’aria come il PM2.5, ossidi di azoto e anidride solforosa.  Oltre l’emissione di idrocarburi e altre sostanze rilasciate dalle automobili, anche i freni e gli pneumatici usurati possono rilasciare metalli pesanti tossici (nichel, rame, ferro, zinco), preferendo trasporti alternativi come la ferrovia ad alta velocità e il trasporto pubblico.
Un’altra area di soluzioni riguarda le azioni che riducono le disuguaglianze nella società relative ai diritti umani, all’istruzione e alla salute. Costruire maggiori infrastrutture ciclabili e pedonali, espandere l’accesso ai trasporti pubblici a bassa emissione, utilizzare veicoli elettrici o a idrogeno permettono talvolta di aumentare l’attività fisica, riducendo il rischio di problemi cardiovascolari, respiratori e diabetici.
Ridurre lo spreco di cibo e spostarsi verso diete a base vegetale può ridurre le emissioni che derivano dall’allevamento intensivo, dall’applicazione di fertilizzanti o dalle attività di disboscamento. Secondo uno studio, la dieta a base vegetale che riduce o elimina il consumo di carne potrebbe prevenire 5,1 milioni di morti premature ogni anno entro il 2050, riducendo la mortalità globale del 6-10% e le emissioni di gas serra legate agli alimenti del 29-70%.
Mantenere gli ecosistemi delle foreste densi ed equilibrati può ridurre il rischio di zoonosi (malattie quali il virus Ebola) e di malattie trasmesse da zanzare e altri insetti. Ad esempio la deforestazione in Amazzonia ha alterato l’habitat, sono aumentate le pozze di acqua stagnante e diminuiti i predatori delle zanzare portatrici di virus, permettendo un clima ideale per la loro riproduzione.
L’accesso alla natura e la vicinanza allo spazio verde sono stati associati a un miglioramento della salute psico-fisica se accompagnati a ripristino e protezione di ecosistemi, piantando alberi come ad esempio il salice che assorbe 10-12 tonnellate di CO2 per ettaro/anno.